# Spilosoma fuscobasalis
Spilosoma fuscobasalis är en fjärilsart som beskrevs av Matsumura 1930. Spilosoma fuscobasalis ingår i släktet Spilosoma och familjen björnspinnare. Inga underarter finns listade i Catalogue of Life.